# Person of Interest (serie de televisión)
Person of Interest (Vigilados en Hispanoamérica) es una serie de televisión estadounidense de CBS. Está basada en un guion de J. J. Abrams y Jonathan Nolan, y protagonizada por Jim Caviezel y Michael Emerson. La serie fue adquirida oficialmente por CBS el 13 de mayo de 2011, debutó el 22 de septiembre de 2011. Se difunde en Latinoamérica por Warner Channel desde el 18 de octubre de 2011. En España, la estrenó el canal de cable Calle 13 Universal, el 6 de octubre de 2011, y La Sexta la emitió en abierto desde el 16 de noviembre, bajo el título "Vigilados, Person Of Interest" el mismo título que usara la televisión abierta mexicana en su estreno el 18 de septiembre de 2012.

## Argumento
«Diez mil ojos que todo lo ven y diez millones de oídos que todo lo escuchan. Eso es La Máquina: algo que está en todas partes y en ninguna»
Sr. Finch

El Sr. Finch (Michael Emerson) es un misterioso millonario, que vive en Nueva York, y ha desarrollado un programa informático que predice la identidad de los involucrados en un crimen futuro, ya sea víctima o agresor. Con la ayuda de John Reese (Jim Caviezel), un ex-Boina verde y exagente de la CIA, ambos intentan detener estos crímenes. Pero la detective Carter (Taraji P. Henson) empieza a sospechar quién es el misterioso hombre que logra predecir los asesinatos e incluso llega a ser reclutada por el equipo del Sr. Finch para colaborar con ellos regularmente.

### La Máquina
La "Máquina" es un sistema de vigilancia masivo programado para monitorizar y analizar los datos obtenidos de cámaras de vigilancia, comunicaciones electrónicas, sistemas de audio... de todo el mundo construida por IFT. A partir de esos datos predice con precisión actos violentos. Bajo el control del gobierno de los EE. UU., su propósito es prever ataques terroristas. Sin embargo, la Máquina detecta cualquier tipo de acto violento no solo terrorista. Todos los actos violentos no terroristas son clasificados por el gobierno como irrelevantes por lo que, al final de cada día, la lista de irrelevantes es eliminada. Finch creó una rutina de contingencia que le entrega a él directamente los datos no relevantes.
A lo largo de cada episodio, el espectador ve periódicamente eventos de cómo la Máquina genera los datos de un personaje o personajes que se muestran en pantalla: identificación, registro, actividades y otro tipo de datos. La Máquina muestra los datos mediante símbolos: triángulo verde para los vuelos comerciales, círculos rojos concéntricos describen áreas de exclusión aérea alrededor de edificios, y cajas punteadas representan personas individuales. La Máquina clasifica a estas personas según el código de colores de las cajas: blanco peligro o amenazas irrelevantes, rojo amenazas percibidas para la Máquina, rojo y blanco para personas que prevé violentas y amarillo para personas que conocen la existencia de la Máquina, incluidos Finch, Resse, Ingram, Corwin y Root. Las cajas indicadas de color blanco muestran personas de interés para ser ayudados por Finch y Reese.
A medida que la serie avanza, surge una conspiración gubernamental. Conocida como "El Programa", que gira en torno al desarrollo y la utilización de la Máquina, al parecer, dirigido por una persona misteriosa conocida solo como "Control".

## Recepción
Según CBS, el primer capítulo de Person of Interest recibió las calificaciones más altas que cualquier otro piloto de una serie dramática en 15 años, lo que un ejecutivo de dicha CBS calificó de "un atractivo más amplio del que normalmente se ve", provocando el desplazamiento horario de CSI, que se emitía los jueves desde hacía diez años, al miércoles, y obteniendo 13,2 millones de espectadores.
David Wiegand de la Crónica de San Francisco dice: "Person of Interest se separa de la manada, no solo por la caracterización extraordinariamente matizada y la escritura, sino también por la forma en que se involucra un sentido de paranoia post-9/11 en sus espectadores". Al comentar el trabajo de Caviezel y Emerson, dijo que Caviezel "trae el material adecuado para este papel", y "Emerson es fascinante, como señor Finch". Mary McNamara de Los Angeles Times afirmó: "La noción de prevención de delitos en vez de resolverlos es un giro atractivo... los gráficos de vigilancia son muy novedosos."

## Reparto
| Actor             | Personaje                       | Descripción |
| ----------------- | ------------------------------- | --- |
| Jim Caviezel      | John Reese                      | Exmiembro de las Fuerzas Especiales del Ejército de Estados Unidos y, más tarde, un oficial de la CIA que es dado por muerto después de una misión en China. Poco se sabe sobre el pasado de Reese y su nombre es uno de los alias que utiliza. Perdió a su amante, Jessica, antes de conocer a Finch, lo que parece haberlo marcado profundamente. Reese demuestra habilidad en el uso de una gran variedad de armas, en el combate cuerpo a cuerpo, y en las tácticas de vigilancia. Conoce muy poco acerca de Finch y a menudo es rechazado cuando intenta investigar más sobre él. |
| Michael Emerson   | Harold Finch                    | Muy reservado, preocupado por la seguridad, ingeniero de software y multimillonario. Su nombre real es desconocido y tiene muchos alias utilizando nombres de aves como apellido. Ha desarrollado la Máquina con intención de evitar posibles atentados terroristas. Después de un evento traumático en su vida que llevó a la muerte de su socio y amigo, Nathan Ingram, recluta a Reese para ayudar a lidiar con la gente que la Máquina identifica como víctima o agresor, pero que el Gobierno consideraba irrelevantes. Vive y trabaja en una biblioteca abandonada, y muestra los resultados de lesiones físicas graves, como la imposibilidad de volver la cabeza, una postura rígida y una fuerte cojera. |
| Taraji P. Henson  | Detective Jocelyn "Joss" Carter | Una detective de homicidios del cuerpo de policía de Nueva York, divorciada y madre de un hijo adolescente, Taylor. Carter es una ex interrogadora del Ejército de los EE. UU. que aprobó el examen de abogacía en 2004, pero renunció a la práctica de la ley para volver al trabajo policial. Carter se cruza con Reese después de su encuentro con un grupo de jóvenes en el metro de Nueva York, pero lo conocía principalmente como el misterioso hombre del traje. Inicialmente Carter se involucra para detener a Reese, pero con el tiempo forma una alianza con él y Finch. |
| Kevin Chapman     | Detective Lionel Fusco          | Un policía corrupto al que Reese chantajea ya que es una fuente dentro del departamento de policía. Finch organiza el traslado de Fusco a la comisaría de Carter para que trabaje con ella. Con el tiempo, Fusco se hace cada vez más fiel a Finch y Reese, pero sigue manteniendo un secreto sobre la muerte de un policía involucrado en HR (Detective Ian Davidson). Al igual que Carter, no conoce la existencia de la Máquina. |
| Sarah Shahi       | Sameen Shaw                     | (temporada 2, como recurrente y en la temporada 3 como principal): una asesina del Gobierno que trabajaba para la Máquina sin saberlo (resolvía los números "relevantes" de la Máquina). Poco después de que el Gobierno intente asesinarla, empieza a formar parte del equipo de Reese y Finch. |
| Amy Acker         | Samantha Groves "Root"          | Una hacker muy inteligente y asesina a sueldo con un gran interés tanto por Finch como por la Máquina. Logró infiltrarse en el círculo de Finch tras hacerse pasar por ''Caroline Turing'', una persona de interés (1x23 ''firewall'' ). A lo largo de la serie logrará establecerse como un personaje clave para la serie dado que, a través de un implante coclear estará en constante contacto directo con la Máquina sin necesidad de usar ningún teléfono. Tiene un interés romántico en Shaw. |
| Boker de Graubaer | Bono (Bear)                     | Es un perro de raza pastor belga malinois con entrenamiento militar que Reese rescata de los Nacionalistas Arios, que lo utilizaban como un perro de presa. Pasa la mayor parte de su tiempo con Finch, quien se mostró reacio a contar con él en la biblioteca al principio, pero unido mucho a él después. Se ganó su nombre por despedazar $ 1.000.000 en bonos al portador robados por Leon Tao. El perro también participa puntualmente en algunas de las misiones del señor Finch junto a John Reese. |

### Recurrentes
| Actor             | Personaje                | Descripción |
| ----------------- | ------------------------ | --- |
| Paige Turco       | Zoe Morgan               | Una experta en gestión de crisis y persona muy bien situada en el panorama social de Nueva York, donde conoce y es conocida por las personas más influyentes y de las más altas esferas de la sociedad. Finch y Reese se la encuentran por primera vez como una persona de interés, más tarde, ella trabaja con ellos en los casos que requieren de sus habilidades. Ella tiene un interés mal disimulado en Reese y después acaban teniendo una breve relación sentimental.                                                                   |
| Brett Cullen      | Nathan Ingram            | Compañero fallecido de Finch y colaborador en la creación de la Máquina, que murió en un atentado con una furgoneta bomba. Ingram actúa como intermediario entre el gobierno y la empresa mientras la Máquina estaba en desarrollo. |
| Carrie Preston    | Gracia Hendricks         | La prometida de Finch, quien cree que él está muerto tras el atentado con bomba que causó la muerte a Ingram. |
| Enrico Colantoni  | Carl Elias               | Un incipiente jefe del crimen y el hijo ilegítimo de Don Gianni Moretti, jefe de la Mafia. Elias está decidido a revivir las familias mafiosas de Nueva York y eliminar la mafia rusa, con la ayuda de policías corruptos de NYPD. A pesar de ser un despiadado jefe de la mafia, tiene un especial afecto por el equipo del señor Finch y los policías asociados al equipo: Fusco y Carter. |
| Ken Leung         | Leon Tao                 | Un ex-criminal financiero y tres veces persona de interés, les ayuda en algunos casos con sus habilidades informáticas y su conocimiento del mundo de las finanzas. |
| Sterling K. Brown | Detective Cal Beecher    | Un detective de narcóticos con quien Carter ha comenzado una relación. Beecher es ahijado de Alonzo Quinn, pero no estaba al tanto de las actividades ilegales de este. |
| Al Sapienza       | Detective Raymond Terney | Es el ''relaciones públicas'' de HR, además de velar por sus intereses. |
| Michael McGlone   | Bill Szymanski           | Detectives de homicidios con los que Carter y Fusco trabajan periódicamente. |
| Anthony Mangano   | Kane                     | Detectives de homicidios con los que Carter y Fusco trabajan periódicamente. |
| Susan Misner      | Jessica Arndt            | Antigua novia fallecida de Reese. Después de que la relación de Jessica con Reese terminó, ella se casó con otro hombre, pero se mantuvo en contacto con Reese. Ella es finalmente asesinada por su marido durante una disputa doméstica, hecho que la convirtió en persona de interés para Finch cuando aún no trabajaba con Reese. La foto de Jessica sale en uno de los flashbacks de Harold Finch hablando con Nathan Ingram cuando de fondo se ve la foto de Jessica Arndt al haber emitido la Máquina su número como persona de interés. |
| David Valcin      | Scarface                 | Es la mano derecha de Carl Elias, la mano ejecutora, despiadado asesino y hombre de pocas palabras, más bien de hechos. Junto con el abogado Bruce Moran, es uno de los más fieles amigos de Carl Elias desde la infancia. |
| James Le Gros     | Bruce Moran              | Es el abogado y contable de Carl Elias. Junto con el asesino Scarface, es uno de los más fieles amigos de Carl Elias desde la infancia. |

### El gobierno
Estos personajes están vinculados con alguna agencia del Gobierno relacionada con el desarrollo y el uso de la Máquina.
| Actor            | Personaje       | Descripción |
| ---------------- | --------------- | --- |
| Elizabeth Marvel | Alicia Corwin   | Un enlace entre Ingram y el gobierno, mientras se desarrollaba la Máquina, y exmiembro del Consejo de Seguridad Nacional. Corwin comenzó a vivir en la clandestinidad tras la muerte de Ingram. En su intento por conocer la verdadera identidad de Finch, muere de un disparo en la cabeza efectuado por Root.                                                                                           |
| Cotter Smith     | Denton Weeks    | El funcionario que encargó el desarrollo de la Máquina. Asesinado a balazos por Root. |
| Michael Kelly    | Mark Snow       | Agente de la CIA, antiguo jefe de Reese. |
| Annie Parisse    | Kara Stanton    | Ex-socia de la CIA de Reese que se creía muerta, pero que luego es reclutada por Decima Technologies. |
| John Doman       | Ross Garrison   | Un senador estadounidense encargado de supervisar el proyecto Northern Lights. |
| Camryn Manheim   | Control         | La mujer que es la jefa de la operación de la ISA (cuyo nombre en código es "Northern Lights") con respecto a la Máquina. Para proteger a la Máquina, aprobó el atentado suicida que mató a Ingram y provocó las heridas de Finch. Cuando se desconecta "Northern Lights", sin saberlo, se instala como una marioneta que se dirige a Samaritan, una posición con la que se siente cada vez más incómoda. |
| Boris McGiver    | Hersh           | El ejecutor del fiscal especial, un exmiembro de la ISA. |
| Jay O. Sanders   | Asesor Especial | Una figura oscura de la Oficina del Asesor Especial que parece estar coordinando la actividad relacionada con la Máquina y ve a Reese como una amenaza. |

### HR
Los siguientes personajes están implicados en la trama de HR, en el que un grupo de policías corruptos trabajan en colaboración con un jefe de la mafia para controlar el crimen organizado en Nueva York.
| Actor             | Personaje               | Descripción |
| ----------------- | ----------------------- | --- |
| Clarke Peters     | Alonzo Quinn            | Jefe de la Alcaldía Mayor, y el jefe de HR. |
| Robert John Burke | Oficial Patrick Simmons | Un oficial uniformado y hombre de confianza de Quinn, se encarga de las actividades de HR en el nivel de la calle. Además, el Oficial Simmons hace de intermediario entre la organización HR y el detective Lionel Fusco. |
| Michael Mulheren  | Capitán Arthur Lynch    | Una figura importante en HR con la que Fusco parecía estar trabajando. Fue asesinado por Fusco para salvar a Reese. |
| John Fiore        | Capitán Womack          | El capitán a cargo de Homicidios y el supervisor de Fusco y Carter, que protege a los miembros de HR cuando Carter se acerca demasiado. |
| Brian Wiles       | Oficial Mike Laskey     | Agente novato recién salido de la academia, el cual es asignado como compañero de Carter durante la etapa de esta vistiendo el uniforme después de ser degradada de detective a oficial. Laskey trabaja con HR y rinde cuentas directamente a Simmons. Su misión es la de vigilar e informar sobre las actividades de Carter. Posteriormente, Carter le hace ver que HR es una organización criminal y este decide ayudar a Carter a derrotar a HR. |

### Samaritan
Samaritan es un sistema artificial de vigilancia creado por Arthur Claypool para el gobierno de los Estados Unidos. Es un proyecto similar al de la Máquina. La producción de Samaritan no se basa en la identificación de números relevantes e irrelevantes, como hace la Máquina, sino en las capacidades de inteligencia artificial. La gestión de Samaritan la lleva a cabo una empresa llamada Decima Technologies, acérrimos enemigos del equipo Máquina, el equipo de Harold Finch. Sus principales miembros son:
| Actor      | Personaje        | Descripción |
| ---------- | ---------------- | --- |
| John Nolan | John Greer       | John Greer es el alias de un antiguo agente del servicio secreto británico, el MI6, que trabaja para Decima Technologies, una organización de dudosa legalidad que tiene sede en China y que lleva a cabo ataques cibercriminales. El objetivo de Greer es el de destruir a la Máquina para que el mundo pueda ser controlado por Samaritan. |
| Cara Buono | Martine Rousseau | Mano ejecutora de Samaritan, asesina sin escrúpulos. Su misión es la de eliminar sujetos que representen amenazas para Samaritan. |

## Temporadas
- 1.ª Temporada (23 episodios) 2011 - 2012
- 2.ª Temporada (22 episodios) 2012 - 2013
- 3.ª Temporada (23 episodios) 2013 - 2014
- 4.ª Temporada (22 episodios) 2014 - 2015
- 5.ª Temporada (13 episodios) 2016

## Posiciones y audiencias
Esta tabla revela las posiciones y la audiencia que ha tenido Person of Interest en EE. UU.
| Temporadas | Episodios | Fecha de emisión original | Fecha de emisión original | Fecha de emisión original | Puesto | Audiencia (en millones) |
| Temporadas | Episodios | Primera transmisión       | Final de temporada        | Temporada en tv           | Puesto | Audiencia (en millones) |
| ---------- | --------- | ------------------------- | ------------------------- | ------------------------- | ------ | ----------------------- |
| 1.ª        | 23        | 22 de septiembre de 2011  | 17 de mayo de 2012        | 2011-12                   | #13    | 14.33                   |
| 2.ª        | 22        | 27 de septiembre de 2012  | 9 de mayo de 2013         | 2012-13                   | #05    | 16.07                   |
| 3.ª        | 23        | 24 de septiembre de 2013  | 13 de mayo de 2014        | 2013-14                   | #08    | 14.04                   |